# Valdemanco del Esteras
Valdemanco del Esteras település Spanyolországban, Ciudad Real tartományban. Valdemanco del Esteras Almadén, Chillón, Baterno, Agudo, Puebla de Don Rodrigo és Saceruela községekkel határos. Lakosainak száma 163 fő (2024).

## Népesség
A település népessége az elmúlt években az alábbi módon változott:
| Lakosok száma | 293  | 263  | 258  | 247  | 237  | 207  | 196  | 170  | 164  | 163  |
|               | 2001 | 2004 | 2006 | 2009 | 2011 | 2014 | 2016 | 2019 | 2021 | 2024 |